# Wilhelm Wundt
Wilhelm Maximilian Wundt (Mannheim, 16 agosto 1832 – Lipsia, 31 agosto 1920) è stato uno psicologo, fisiologo e filosofo tedesco. 
È divenuto per la storia della psicologia "il padre fondatore" della disciplina (Blumenthal, 1879), grazie al suo contributo teorico e sperimentale, esteso all'ambito della Sociologia (Völkerpsychologie, 1900-1920).

## Biografia
Wilhelm Wundt nacque a Mannheim, quarto figlio di un pastore protestante.
Nel 1856 Wundt ottenne il titolo di dottore in medicina presso l'università di Heidelberg. Successivamente approfondì gli studi di fisiologia lavorando a fianco di Johannes Peter Müller ed Hermann von Helmholtz, che all'epoca stavano conducendo le prime pioneristiche ricerche sperimentali sulla fisiologia degli organi di senso.
Partendo da questi studi di psicofisiologia, Wundt iniziò a interessarsi sempre di più a problematiche prettamente psicologiche, sviluppando l'idea di poter costruire una vera e propria psicologia sperimentale che si ponesse l'obiettivo di indagare la vita psichica per mezzo di esperimenti costruiti sulla falsariga di quelli psicofisici. Per questo motivo, nel 1874 Wundt scrisse i Principi di psicologia fisiologica, che raccoglievano in forma organica i risultati principali raggiunti dalla psicofisiologia ottocentesca, così da preparare la strada per l'avvento di una nuova scienza, la psicologia fisiologica.
Grazie al successo ottenuto dai Principi di psicologia fisiologica, nel 1875 Wundt venne chiamato alla cattedra di filosofia induttiva di Zurigo prima, e di Lipsia subito dopo. Presso l'Università di Lipsia nel 1879 Wundt fondò il primo laboratorio di psicologia sperimentale, e questa data è spesso considerata come la data di inizio della moderna psicologia. Il laboratorio divenne rapidamente un modello da imitare, oltre che un centro di ricerca dove accorrevano giovani studiosi da tutta Europa per imparare le basi della nuova psicologia sperimentale. Tra gli studenti che ottennero il dottorato sotto la guida di Wundt si contano importanti psicologi, tanto tedeschi (come Oswald Külpe, Emil Kraepelin, Hugo Münsterberg) quanto statunitensi (James McKeen Cattell, Granville Stanley Hall, Edward Titchener). Per avere un luogo in cui pubblicare i lavori degli studenti che operavano presso il laboratorio, nel 1881 Wundt decise di fondare la rivista Philosophische Studien.
Il 29 marzo 1903 divenne Socio dell'Accademia delle Scienze di Torino.

## Pensiero

### Le ricerche sperimentali
Gli esperimenti condotti da Wundt presso il suo laboratorio si concentravano principalmente sugli atti volontari. Basandosi sulla recente scoperta del fenomeno dell'arco riflesso, Wundt riteneva che il processo di reazione agli stimoli fosse composto di cinque momenti: 
(Wilhelm Wundt, Grundzüge der physiologischen Psychologie (Principi di psicologia fisiologica), Leipzig, Engelmann, 1874, p. 727)
Secondo Wundt il primo e l'ultimo momento erano fenomeni puramente fisiologici e quindi osservabili in laboratorio dallo sperimentatore. I momenti centrali erano invece dei processi mentali descrivibili solo tramite l'introspezione del soggetto dell'esperimento, che pertanto non poteva essere una persona qualunque, ma doveva essere qualcuno che fosse stato istruito a distinguere quei tre diversi momenti. Per questo motivo di solito nel laboratorio di Wundt i soggetti dell'esperimento erano gli stessi studenti di Wundt. L'esperimento si basava quindi su due pilastri: da un lato la misura oggettiva del tempo di reazione, ovvero quello trascorso tra il primo e l'ultimo momento; dall'altro il resoconto introspettivo dei tre momenti centrali, fornito dal soggetto dell'esperimento al termine del processo.

### Fenomeni mentali semplici e complessi
Anche se Wundt è considerato l'iniziatore della psicologia sperimentale e fisiologica, egli non era convinto che questo approccio potesse essere impiegato per studiare ogni tipo di contenuto psichico. Wundt distingue infatti i processi mentali più semplici, come le sensazioni, da quelli più complessi, che dipendono dalle facoltà superiori dell'animo umano. Le sensazioni sono strettamente legate alle condizioni fisiologiche, come l'attività degli organi di senso, e per questo possono essere indagate sperimentalmente, tramite opportune stimolazioni fisiologiche. I contenuti mentali complessi hanno invece bisogno di altri metodi per essere studiati, come ad esempio la "psicologia dei popoli" (Völkerpsychologie).
Per questo motivo Wundt ritiene che la psicologia sia una disciplina ibrida, che ricade in parte all'interno delle "scienze naturali" (Naturwissenschaften), nella misura in cui si occupa delle sensazioni e delle connessioni psicofisiche, e in parte nelle "scienze dello spirito" (Geisteswissenschaften), nella misura in cui tratta delle funzioni psicologiche superiori (ragionamento, linguaggio, decisioni morali, creazioni artistiche, etc.).

### Il parallelismo psicofisico
Secondo Wundt, se anche ammettessimo che i fenomeni mentali complessi dipendono dal cervello, lo studio della loro connessione con il sostrato fisiologico non sarebbe comunque in grado di restituirci quello che è il reale significato di tali fenomeni. Le proprietà fondamentali dei processi psichici superiori non possono infatti essere spiegate tramite la parallela attività cerebrale. Per questo motivo, Wundt fornisce una interpretazione diversa al principio del parallelismo psicofisico, che per i contemporanei di Wundt affermava la completa dipendenza dei processi mentali dal sostrato fisiologico. Per come lo intende Wundt esso implica solo la simultaneità (dunque una semplice coincidenza temporale, non una dipendenza) tra fenomeni cerebrali e mentali, oltre all'assunto che vi sono caratteristiche dei processi mentali che non hanno alcun corrispettivo fisiologico nel cervello.

### I principi psichici
In particolare, per Wundt le proprietà mentali sono descrivibili dai seguenti principi. Il principio di attualità (Actualität), secondo cui "ogni contenuto psichico è un processo (actus)", dunque un qualcosa che fluisce ed è continuamente in mutamento, a differenza degli oggetti che fanno parte della scienza naturale, i quali sono invece un qualcosa di fisso e che han bisogno dell'intervento di una forza esterna per mutare. Il principio di sintesi creativa (schöpferische Synthese), in base al quale l'unione di più contenuti psichici possiede un significato che non era già contenuto nella somma delle sue parti (come dice la parola, la sintesi, l'unione, crea qualcosa che non c'era prima). In particolare, i contenuti mentali complessi che risultano dalla sintesi creativa sono dotati di valore. Ad esempio una poesia ha un significato maggiore della mera somma delle parole che la compongono, e in più il risultato di questa unione creatrice è qualcosa che per noi ha un valore (artistico, letterario, etc.). Il principio dell'analisi correlante (beziehende Analyse), che rappresenta per certi versi l'inverso del precedente, in quanto afferma che quando nell'analisi si separano dei contenuti mentali, le parti risultanti mantengono il loro significato solo grazie al fatto che rimangono in una connessione con le altre parti. Infine il principio del rafforzamento per contrasto (Contrastverstärkung) afferma che quando due vissuti sono contrapposti tra loro (ad esempio una sensazione di piacere ed una di dolore), il loro contrasto finisce per renderli più intensi.
1. ↑   Wilhelm Wundt, su accademiadellescienze.it. URL consultato il 3 gennaio 2021.
2. ↑   Wilhelm Wundt, Über Psychische Causalität und das Princip des Psychophysischen Parallelismus (Sulla causalità psichica e il principio del parallelismo psicofisico), in Philosophische Studien, vol. 10, 1894,  pp. 1-124.
3. ↑   Wilhelm Wundt, Logik. Vol. II. Methodenlehre (Logica - Metodologia), vol. 2, 2ª ed., Stuttgart, Enke,  pp. 250 sgg..

.

## Opere
- Die Lehre von der Muskelbewegung, 1858
- Lehrbuch der Physiologie des Menschen, 1865
- Die physikalischen Axiome und ihre Beziehung zum Causalprincip, 1866
- Handbuch der medicinischen Physik, 1867
- Beiträge zur Theorie der Sinneswahrnehmung, 1862
- Vorlesungen über die Menschen- und Thierseele (Lezioni sull'anima dell'uomo e degli animali), Leipzig, L. Voss, 1863.
- Grundzüge der physiologischen Psychologie (Principi di psicologia fisiologica), Leipzig, Engelmann, 1874.
- Untersuchungen zur Mechanik der Nerven und Nervencentren, 1876
- Logik, 1880 bis 1883, 3 Bände
- Essays, 1885
- Ethik, 1886
- System der Philosophie, 1889
- Grundriß der Psychologie, 1896, su vlp.mpiwg-berlin.mpg.de.
- Völkerpsychologie, 10 Bände, 1900 bis 1920
- Kleine Schriften, 3 Bände, 1910
- Einleitung in die Psychologie, 1911
- Probleme der Völkerpsychologie, 1911
- Elemente der Völkerpsychologie, 1912
- Reden und Aufsätze, 1913
- Sinnliche und übersinnliche Welt, 1914
- Über den wahrhaftigen Krieg, 1914
- Die Nationen und ihre Philosophie, 1915
- Erlebtes und Erkanntes, 1920